# 성보경영고등학교
성보경영고등학교(成寶經營高等學校)는 대한민국 경기도 성남시 수정구 단대동에 있는 사립 고등학교이다.

## 학교 연혁
- 1979년 4월 16일 : 학교법인 오윤학원 설립인가
- 1980년 2월 28일 : 초대 권태원 교장 취임
- 1993년 11월 8일 : 성보여자정보산업고등학교로 교명 변경 인가
- 2004년 9월 16일 : 남녀공학 개편 인가
- 2004년 10월 11일 : 성보정보고등학교로 교명 변경 인가
- 2011년 6월 14일 : 학과개편 인가(세무행정 3, 기업홍보디자인 3, 보건의료복지 3, 외식조리경영 3, 관광레저경영 3), 성보경영고등학교로 교명 변경
- 2011년 7월 26일 : 경기도교육청 지정 특성화고등학교 개편 인가
- 2014년 6월 27일 : 제5대 이영복 이사장 취임
- 2019년 6월 18일 : 경기도형 도제학교 운영교 선정(외식조리경영과 서양조리분야)
- 2020년 7월 7일 : 학과 개편 승인(세무행정과 3, 비주얼디자인과 2, 기업홍보디자인과 1, 보건간호과 3, 외식조리경영과 3, 제과제빵과 1, 관광레저경영과 2)
- 2021년 4월 26일 : 제6대 김재영 교장 취임
- 2024년 1월 5일 : 제42회 졸업식 289명 졸업(총 졸업생 24,254명)

## 설치 학과
- 보건간호과
- 제과제빵과
- 비주얼디자인과
- 세무행정과
- 관광레저경영과
- 외식조리경영과
- 기업홍보디자인과
- 펫매니지먼트과

## 참고 자료
- 성보경영고등학교 - 한국교육학술정보원 학교알리미